# Edita Spannerová
Edita Spannerová Nemčíková (Prešov, 6 luglio 1919 – Bratislava, 24 novembre 1990) è stata una pittrice slovacca.

## Biografia
Studiò privatamente nello Spiš con Aurel Ballo e I. Valentinová. Dal 1934 al 1939 studiò alla Scuola di arti applicate di Budapest sotto la guida di Ferenc Helbing e Jenő Haranghy. Tornò brevemente a Prešov e si dedicò specialmente alla pittura a olio nello studio di Mikuláš Jordán, ma tra il 1941 e il 1943 fu nuovamente a Budapest, per studiare grafica alla Scuola di arti applicate e privatamente con Karoly Koffán.
Il suo lavoro fu fortemente influenzato dalla spiritualità dell'arte gotica, da suo marito, il pittore Július Nemčík, con ebbe anche un rapporto di collaborazione artistica, e da Ján Zrzavý.
Nel 1954 si trasferì a Bratislava. Dopo un periodo di problemi di salute, tornò all'attività artistica dopo il 1958. 
I suoi ritratti riflettono gli aspetti psicologici della persona, in cui spesso ritrae le donne nella loro sensibilità, che si riflette soprattutto negli occhi scuri. La sua produzione è gradualmente evoluta verso un'interpretazione lirico-poetica della realtà attraverso vari simboli. Dopo un soggiorno in Dalmazia si dedicò anche ai paesaggi. 
Espose a Bratislava (1961, 1965), a Budapest (1965) e a Prešov (1966).
Nel 1979 lo Stato le conferì il titolo di artista meritevole.